# Камминз, Патрик
Па́трик Дёркин Ка́мминз (англ. Patrick Durkin Cummins; род. 16 ноября 1980, Дойлстаун, Пенсильвания, США) — американский боец смешанного стиля, представитель полутяжёлой весовой категории. Выступает на профессиональном уровне начиная с 2010 года, известен по участию в турнирах бойцовских организаций UFC и Strikeforce.

## Биография
Патрик Камминз родился 16 ноября 1980 года в городке Дойлстаун штата Пенсильвания, США. С детства любил спорт, во время учёбы в старшей школе занимался борьбой и футболом, продолжил борцовскую карьеру в Университете штата Пенсильвания — выступал в первом дивизионе Национальной ассоциации студенческого спорта, неоднократно становился призёром национального первенства, дважды получал статус всеамериканского спортсмена.

### Начало профессиональной карьеры
Дебютировал в смешанных единоборствах на профессиональном уровне в декабре 2010 года на турнире одного из крупнейших на тот момент американских промоушенов Strikeforce, выиграл у своего соперника техническим нокаутом в первом раунде.
Его карьера в ММА прервалась в 2011 году из-за проблем с законом — Патрика вместе с другим бойцом Эриком Брэдли арестовали по обвинению в ночных кражах и поместили в тюрьму. Камминз говорил, что делал это, чтобы подшутить на своими знакомыми по университету, однако суд не счёл это безобидной шуткой и признал его виновным в уголовном преступлении, поскольку были украдены достаточно ценные вещи: ноутбуки, телевизоры и пр.
Освободившись из тюрьмы, в 2012 и 2013 годах Камминз провёл несколько поединков в менее престижных организациях, во всех случаях неизменно был победителем.

### Ultimate Fighting Championship
Имея в послужном списке четыре победы без единого поражения, Камминз привлёк к себе внимание крупнейшей бойцовской организации мира Ultimate Fighting Championship и в феврале 2014 года на коротком уведомлении заменил травмировавшегося Рашада Эванса в поединке с Дэниелом Кормье. Тем не менее, уже в первом раунде проиграл техническим нокаутом, потерпев тем самым первое поражение в профессиональной карьере.
Следующим его соперником должен был стать Франсимар Баррозу, но тот травмировался и был заменён Роджером Нарваэсом. Камминз выиграл этот бой техническим нокаутом во втором раунде. Далее последовали победы по очкам над такими бойцами как Кайл Кингсбери и Антониу Карлус Жуниор.
В 2015 году Патрик Камминз провёл три поединка: был нокаутирован Овинсом Сен-Прё, выиграл техническим нокаутом у Рафаэла Кавалканти, проиграл техническим нокаутом Гловеру Тейшейре.
В мае 2016 года потерпел поражение техническим нокаутом от Антониу Рожериу Ногейры.
В 2017 году решением большинства судей победил Яна Блаховича и раздельным решением выиграл у Джана Вилланте.
В апреле 2018 года единогласным судейским решением уступил Кори Андерсону.

## Статистика в профессиональном ММА
| Боёв 17  | Побед 10 | Поражений 7 |
| -------- | -------- | ----------- |
| Нокаутом | 4        | 5           |
| Сдачей   | 2        | 1           |
| Решением | 4        | 1           |

| Результат | Рекорд | Соперник                | Способ                     | Турнир                                   | Дата            | Раунд | Время | Место                    | Примечание                        |
| --------- | ------ | ----------------------- | -------------------------- | ---------------------------------------- | --------------- | ----- | ----- | ------------------------ | --------------------------------- |
| Поражение | 10-7   | Эд Херман               | TKO (удары)                | UFC Fight Night: dos Anjos vs. Lee       | 18 мая 2019     | 1     | 3:39  | Рочестер, США            |                                   |
| Поражение | 10-6   | Миша Циркунов           | Сдача (треугольник руками) | UFC Fight Night: Volkan vs. Smith        | 27 октября 2018 | 1     | 2:40  | Монктон, Канада          |                                   |
| Поражение | 10-5   | Кори Андерсон           | Единогласное решение       | UFC Fight Night: Barboza vs. Lee         | 21 апреля 2018  | 3     | 5:00  | Атлантик-Сити, США       |                                   |
| Победа    | 10-4   | Джан Вилланте           | Раздельное решение         | UFC on Fox: Weidman vs. Gastelum         | 22 июля 2017    | 3     | 5:00  | Юниондейл, США           |                                   |
| Победа    | 9-4    | Ян Блахович             | Решение большинства        | UFC 210                                  | 8 апреля 2017   | 3     | 5:00  | Буффало, США             |                                   |
| Поражение | 8-4    | Антониу Рожериу Ногейра | TKO (удары руками)         | UFC 198                                  | 14 мая 2016     | 1     | 4:52  | Куритиба, Бразилия       |                                   |
| Поражение | 8-3    | Гловер Тейшейра         | TKO (удары руками)         | UFC Fight Night: Belfort vs. Henderson 3 | 7 ноября 2015   | 2     | 1:12  | Сан-Паулу, Бразилия      |                                   |
| Победа    | 8-2    | Рафаэл Кавалканти       | TKO (удары локтями)        | UFC 190                                  | 1 августа 2015  | 3     | 0:45  | Рио-де-Жанейро, Бразилия |                                   |
| Поражение | 7-2    | Овинс Сен-Прё           | KO (удары руками)          | UFC on Fox: Machida vs. Rockhold         | 18 апреля 2015  | 1     | 4:54  | Ньюарк, США              |                                   |
| Победа    | 7-1    | Антониу Карлус Жуниор   | Единогласное решение       | UFC Fight Night: Machida vs. Dollaway    | 20 декабря 2014 | 3     | 5:00  | Баруэри, Бразилия        |                                   |
| Победа    | 6-1    | Кайл Кингсбери          | Единогласное решение       | UFC on Fox: Lawler vs. Brown             | 26 июля 2014    | 3     | 5:00  | Сан-Хосе, США            |                                   |
| Победа    | 5-1    | Роджер Нарваэс          | TKO (удары руками)         | UFC Fight Night: Henderson vs. Khabilov  | 7 июня 2014     | 2     | 2:28  | Альбукерке, США          |                                   |
| Поражение | 4-1    | Дэниел Кормье           | TKO (удары руками)         | UFC 170                                  | 22 февраля 2014 | 1     | 1:19  | Лас-Вегас, США           |                                   |
| Победа    | 4-0    | Уилли Смоллс            | Сдача (гильотина)          | Sparta Combat League: Chaos in the Cage  | 18 мая 2013     | 1     | 3:19  | Денвер, США              |                                   |
| Победа    | 3-0    | Рикки Пулу              | TKO (удары руками)         | Xplode Fight Series: Revancha            | 16 марта 2013   | 1     | 1:07  | Вэлли-Сентер, США        | Дебют в полутяжёлом весе.         |
| Победа    | 2-0    | Таси Эдвардс            | Сдача (треугольник руками) | ProElite 3: Da Spyder vs. Minowaman      | 21 января 2012  | 1     | 4:01  | Гонолулу, США            | Бой в промежуточном весе 97,5 кг. |
| Победа    | 1-0    | Террелл Браун           | TKO (удары руками)         | Strikeforce: Henderson vs. Babalu II     | 4 декабря 2010  | 1     | 2:44  | Сент-Луис, США           | Бой в промежуточном весе 93,4 кг. |